# ميك رايت (لاعب كرة قدم)
ميك رايت (بالإنجليزية: Mick Wright)‏ (25 سبتمبر 1946 في المملكة المتحدة - ) هو لاعب كرة قدم بريطاني في مركز الدفاع. لعب مع أستون فيلا.

## وصلات خارجية
- ميك رايت على موقع قاعدة بيانات كرة القدم.إي يو (الإنجليزية)